# سرنوشت امگا
سرنوشت امگا (به انگلیسی: Omega Doom) یک فیلم سینمایی آمریکایی در ژانر اکشن و فیلم علمی تخیلی محصول سال ۱۹۹۶ میلادی به کارگردانی آلبرت پایون و با بازی روتخر هاور است.
داستان در آینده، مربوط به یک جنگجوی روبات است.

## بازیگران
- روتخر هاور در نقش امگا
- شنون وری در نقش زد
- نوربرت وایسر در نقش رئیس
- تینا کوت
- آنا کاتارینا